# Hilde De Lobel
Hilde De Lobel (Anderlecht, 4 juni 1952) is een voormalig Belgisch politica voor Vlaams Belang.

## Levensloop
De Lobel werd beroepshalve bediende.
Als lid van de Vlaams-nationalistische organisaties Were Di en Voorpost werd De Lobel lid van het Vlaams Blok, het huidige Vlaams Belang. Ze werd secretaris van de Vereniging van Vlaams Blok Mandatarissen en fractiesecretaris voor de partij in de Senaat.
Van 1988 tot 2001 was De Lobel gemeenteraadslid van Antwerpen en van 2001 tot 2012 districtsraadslid van het district Antwerpen, alsook van 2012 tot 2014 provincieraadslid van Antwerpen. Namens het Vlaams Belang zetelde ze van 2010 tot 2012 tevens in de raad van bestuur van de vrt, dit tot ongenoegen van voormalig voorzitter Frank Vanhecke, die haar niet bekwaam genoeg vond voor deze functie. Ook is De Lobel sinds 2017 voorzitter van het Seniorenforum van Vlaams Belang. 
Bij de tweede rechtstreekse Vlaamse verkiezingen van 13 juni 1999 werd ze verkozen in de kieskring Antwerpen. Ze bleef Vlaams volksvertegenwoordiger tot juni 2004. Midden april 2006 kwam ze opnieuw in het Vlaams Parlement terecht als opvolger van Rob Verreycken, die zijn ontslag had ingediend als Vlaams volksvertegenwoordiger. Ze oefende dit mandaat uit tot het einde van de legislatuur in juni 2009. Als Vlaams Parlementslid was De Lobel van 1999 tot 2004 vast lid van de commissies Binnenlandse Aangelegenheden, Huisvesting en Stedelijk Beleid en Institutionele en Bestuurlijke Hervorming en Ambtenarenzaken en zetelde ze van 2003 tot 2004 in de commissie Cultuur en Sport,  van 2006 tot 2007 in de commissie Algemeen Beleid, Financiën en Begroting, van 2006 tot 2009 in de commissie Binnenlandse Aangelegenheden, Bestuurszaken, Institutionele en Bestuurlijke Hervorming en van 2007 tot 2009 in de commissie Wonen, Stedelijk Beleid, Inburgering en Gelijke Kansen.
Gerelateerde onderwerpen: Partijprogramma · 70-puntenplan · Cordon sanitaire · Racismeklacht